# Nadia Bonfini
Nadia Bonfini, italijanska alpska smučarka, * 28. januar 1965, Trbiž, Italija.
Nastopila je na Olimpijskih igrah 1988, kjer je odstopila v slalomu in veleslalomu. V svetovnem pokalu je tekmovala dve sezoni med letoma 1985 in 1987 ter dosegla dve uvrstitvi na stopničke v slalomu. V skupnem seštevku svetovnega pokala je bila najvišje na 40. mestu leta 1986, ko je bila tudi trinajsta v slalomskem seštevku.